# Фіялова Наталя Анатоліївна
Наталя Анатоліївна Фіялова — старший матрос Збройних Сил України, учасниця російсько-української війни, що відзначилася під час російського вторгнення в Україну.

## Життєпис
Наталя Фіялова народилася в місті Бар на Вінниччині. Після закінчення загальноосвітньої школи та училища працювала кухаркою. У 2017 році підписала контракт із ЗСУ й розпочала військову службу в складі 501-го батальйону морської піхоти 36-ї окремої бригади морської піхоти. Після недовгого періоду навчання з 2018 року перебувала на передовій. Спочатку обіймала військову посаду стрільця-санітара, а згодом — посаду старшого стрільця, помічника гранатометника. На початку повномасштабного російського вторгнення в Україну перебувала на позиціях у Широкиному Сартанської селищної ради поблизу Маріуполя на Донеччині. Перебувала на передовій — брала участь в обороні Маріуполя. 28 лютого підрозділ дістав команду відступати, чоловіки зайняли позиції у селі Мирне, а вона разом із жінками евакуювалася до металургійного комбінату імені Ілліча в Маріуполі. Коли ворог розбомбив госпіталь, поранених і жінок розподілили по бункерах. Із співслуживцями тут перебувала майже місяць поки росіяни не зруйнували завод, скидаючи авіаційні та фосфорні бомби. 3 квітня Наталя Фіялова з десятками інших бійців опинилася в полоні, де пробула майже сім місяців. Спочатку завезли в окуповане селище Сартана, де тримали в ангарі, а вже 6 квітня вивезли в Оленівку, де посадили в камери СІЗО: у три- чи чотиримісній камері перебували майже чотири десятки дівчат. 19 квітня разом з іншими жінками перевезли в Таганрог, де пробули більш як місяць. Разом зі іншими 108 українськими жінками Наталю Фіялову 17 жовтня 2022 року обміняли та повернули до України. Довгий час проходила курс реабілітації в Дніпрі. 13 листопада 2022 року повернулася додому на Вінниччину. В грудні 2022 року Наталію Фіялову орденом «За мужність» ІІІ ступеня особисто нагородив Президент України Володимир Зеленський під час зустрічі з українськими захисниками й захисницями, які були звільнені з російського полону. Наприкінці березня 2023 року повернулася на військову службу.

## Родина
Із чоловіком Олександром познайомилися у 2018 році, перебуваючи у військовій частині в Бердянську. Разом несли військову службу. Востаннє бачилися в Сартані, коли потрапили в полон. Є донька Вікторія Корж та онук.

## Нагороди
- Орден «За мужність» III ступеня (2022) — за особисту мужність, виявлену у захисті державного суверенітету та територіальної цілісності України, незламність духу і вірність військовій присязі[5].